# Staatl. Fachingen

Logo

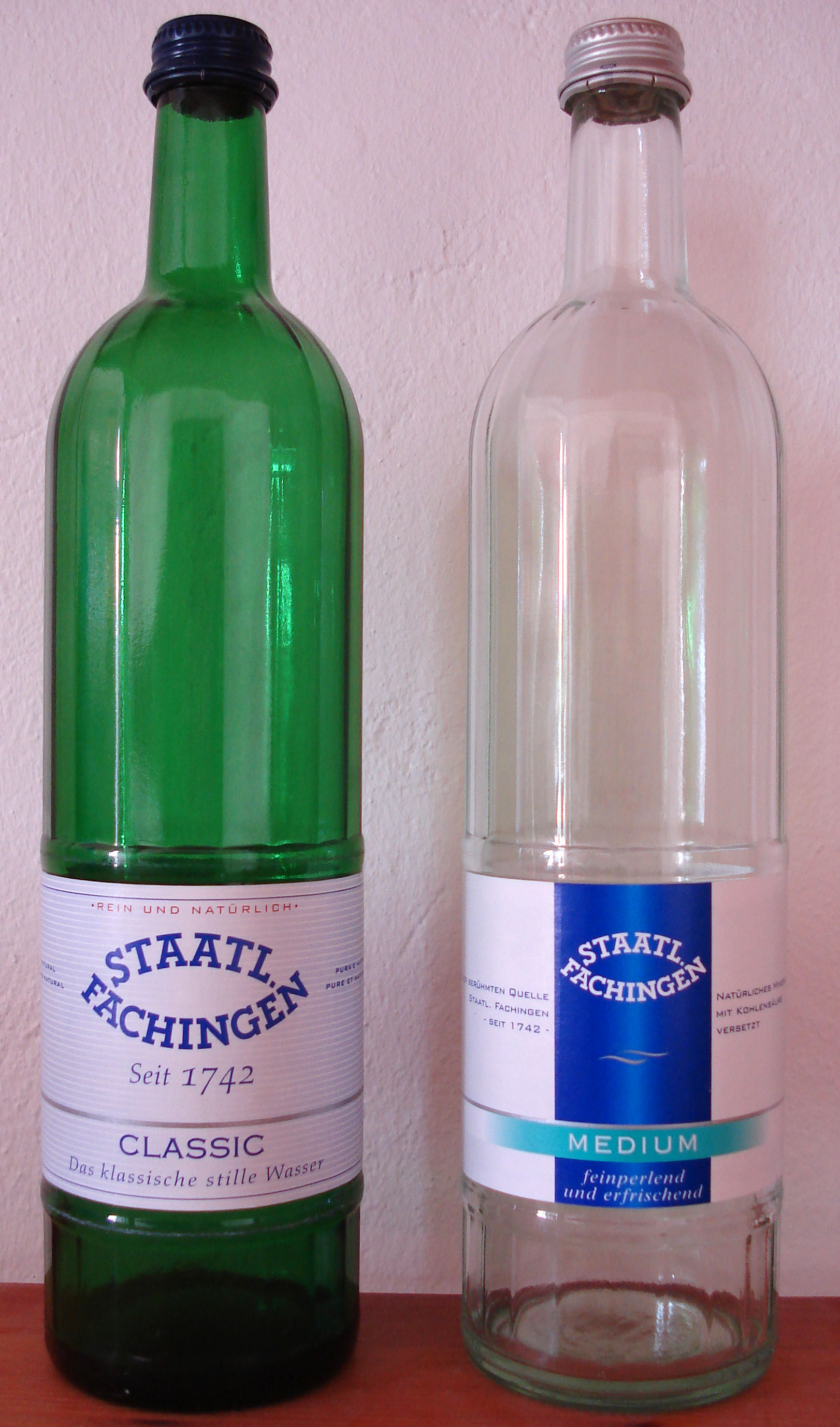
Staatl. Fachingen Classic und Medium

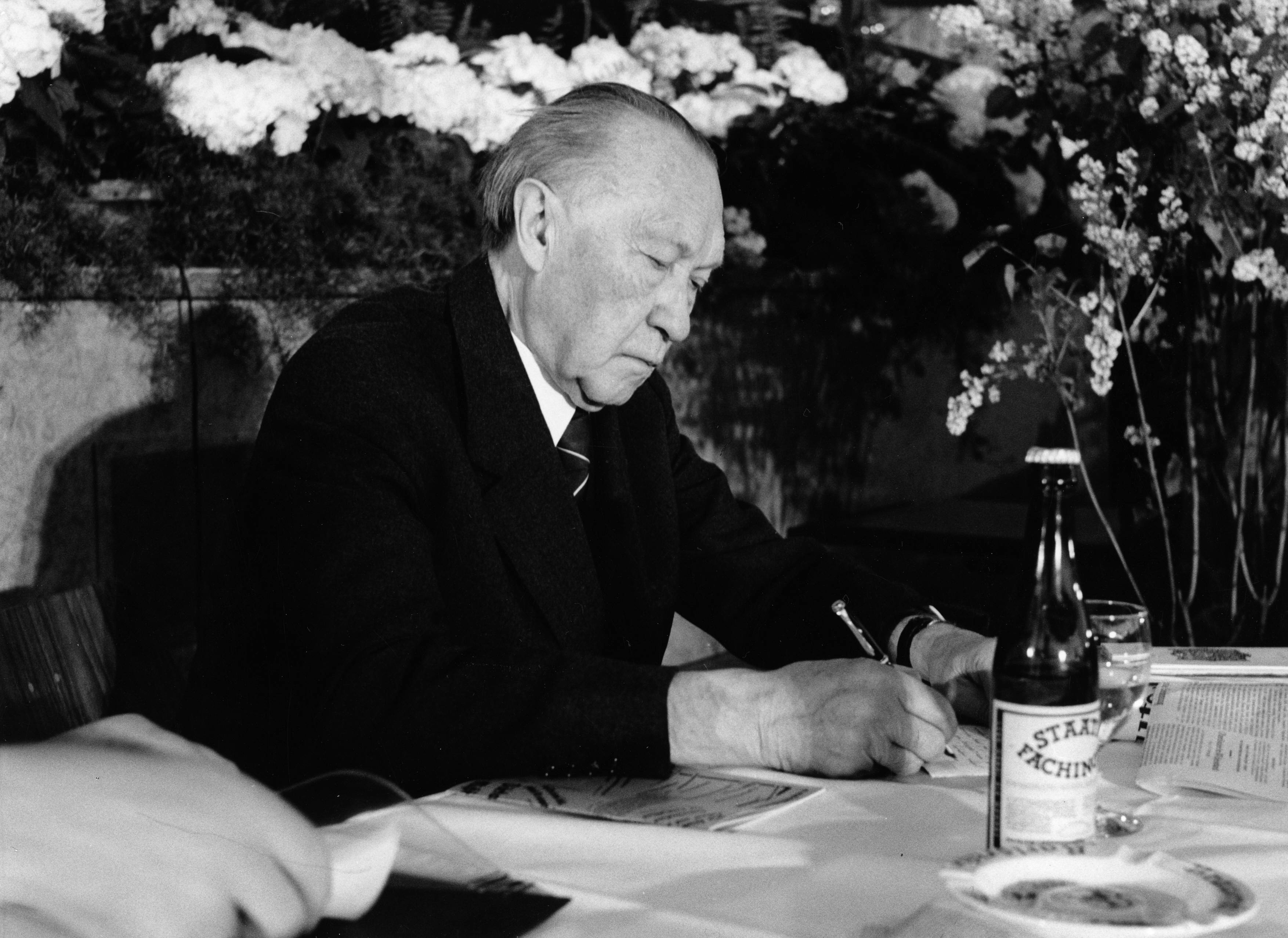
Konrad Adenauer mit Mineralwasserflasche (1960)

Staatl. Fachingen (ausgeschrieben Staatlich Fachingen) ist ein Heil- und Mineralwasser der Fachingen Heil- und Mineralbrunnen GmbH mit Sitz in Fachingen in Rheinland-Pfalz. Von 1990 bis Mitte 2011 gehörte die GmbH zur Unternehmensgruppe Mineralbrunnen Überkingen-Teinach AG. Seit Juni 2011 befindet sie sich im Besitz der zur Hövelmann-Gruppe gehörigen Duisburger Sinalco GmbH. Staatl. Fachingen wird deutschlandweit verkauft.

## Produkte
Das Unternehmen ist durch die Marke Staatl. Fachingen Still (früher Staatl. Fachingen Classic) nach eigenen Angaben Marktführer im Bereich Heilwasser und vertreibt mit Staatl. Fachingen Medium ein Mineralwasser. Das kochsalzarme Wasser sammelt sich ca. 400 Meter unter der Erde im Lahntal an einer tektonischen Verwerfung am Westrand des Limburger Beckens. Das Mineralwasser besitzt einen Gehalt von mehr als 1.800 mg/l Hydrogencarbonat.
Im Jahr 2007 wurde das Sortiment kurzzeitig mit den beiden Near-Water-Produkten Staatl. Fachingen Minalance Erdbeere-Aloe Vera und Staatl. Fachingen Minalance Orange-Ingwer erweitert.

## Geschichte
Nachdem im Jahr 1740 die Fachinger Quelle bei Diez an der Lahn entdeckt worden war, begann man 1746 mit dem Wasserversand in eigens angefertigten Krügen. Um diesen anzukurbeln, wurden bereits im folgenden Jahr erste Anzeigen veröffentlicht.
1791 übernahm der Diezer Kaufmann August Theodor Pilgrim unter der Firma Fachinger Brunnen. Admodiation zu Dietz den Brunnenbetrieb. Er ließ ein neues Magazin errichten und setzte Krüge ein, die den Nassauischen Löwen und die Aufschrift Oranien-Nassau. Fachingen P. trugen.
1811 lief die Pacht von Pilgrim aus und die Fachinger Brunnen wurden mit denen aus Niederselters unter staatliche Verwaltung gestellt und über das herzoglich-nassauische Brunnencomptoir betrieben.
Nachdem in den Jahren 1834 und 1835 über 400.000 Krüge pro Jahr abgesetzt werden konnten, mussten in den Folgejahren drastische Einbußen verzeichnet werden, die ihren Tiefpunkt im Jahr 1848 erreichten. Um 1855 wurden jährlich 500.000 Krüge im Wert von 24.000 Gulden ausgeführt, was einem Drittel der damaligen Ausfuhr des Konkurrenzwassers Selters entsprach. Dickwandige, schwach glasierte Krüge aus Westerwälder Steinzeug, literarisch auch beschrieben als Steingutkrüge, blieben noch bis Ende des 19. Jahrhunderts die bevorzugten Gefäße für den Versand. Nachdem im Juli 1866 mit dem Ende des Deutschen Krieges auch das des Herzogtums Nassau besiegelt war, gingen die nassauischen Brunnen in den Besitz des Königreiches Preußen über.
1870 wurde die Glasflasche eingeführt und zusammen mit den bisherigen Tonkrügen angeboten. Nachdem 1894 der Fachinger Brunnen an den Erfinder und Fabrikanten Friedrich Siemens verpachtet worden war, überstieg die Abfüllung im Jahre 1895 erstmals die Eine-Million-Liter-Marke. Königl. Siemens firmierte als Mineralbrunnen Siemens & Co.
Ab 1901/1902 trug der Flaschenkorken die Brandkennzeichnung „Tafel- und Gesundheitswasser“. Mit der Entstehung des Freistaates Preußen im Jahr 1918 wurde das Produkt Königlich Fachingen zu Staatlich Fachingen umbenannt. Nachdem Friedrich Siemens 1904 verstorben war, führten seine Erben die Pacht fort und traten dabei als Staatl. Mineralbrunnen Siemens Erben oHG auf.
Wurden 1913, vor dem Ersten Weltkrieg, 6.329.480 Liter Fachinger verkauft, waren es aufgrund kriegsbedingter Handelshemmnisse und sinkender Einkommen bis 1918/1919 nur noch zwei Millionen Liter. Bereits 1929 konnte jedoch die Rekordmarke von zehn Millionen Flaschen erreicht werden.
Als 1943 die Pacht für die Erben von Friedrich Siemens verlängert wurde, ging die Quelle in Niederselters an die Sudetenquell GmbH, die sich im Besitz des SS-Verwaltungs- und Wirtschaftshauptamtes befand. Erlitt der Fachinger Betrieb im Zweiten Weltkrieg auch keine Schäden an Gebäuden und Anlagen, so waren bis Kriegsende 1945 dennoch viele Maschinen und Geräte defekt. Nach dem Zweiten Weltkrieg ging der Brunnen an das Land Rheinland-Pfalz über, der Pachtvertrag lief jedoch weiter. Die Erben erreichten die Rückübertragung des Brunnens Niederselters, der zudem über ein großes Leergutlager verfügte. Wegen des Jahrhunderthochwassers von 1946 musste der Brunnenbetrieb für drei Monate stillgelegt werden.
Das kochsalzarme Wasser wurde medizinisch bei Stoffwechselleiden eingesetzt, war bei Krankenkassen zugelassen und war in Apotheken und Drogerien erhältlich. Das Zentralbüro von Staatl. Mineralbrunnen Siemens Erben befand sich in Wiesbaden.
Seit 1971 werden Kunststoffkästen als Transportmittel für die Flaschen eingesetzt, seit 1989 werden die Flaschen mit Schraubverschlüssen statt Kronkorken verschlossen. 1974 wurden sieben weitere Vorkommen des Typs Fachingen erschlossen.
1990 erwarb die Mineralbrunnen Überkingen-Teinach AG den Fachinger Brunnen vom Land Rheinland-Pfalz, jedoch wurde erst 1995 der Pachtvertrag mit der Siemens Erben OHG aufgelöst. Damit gingen alle Nutzungen und Rechte an die Mineralbrunnen Überkingen-Teinach AG über.
Im Jahr 2003 wurde eine neue Abfüllanlage errichtet und eingeweiht. Seit September 2003 wird Staatl. Fachingen in einer Facettenflasche abgefüllt, die bereits seit 1993 für die Gastronomie angeboten wurde.
Im März 2004 wurde Staatl. Fachingen Gourmet Medium exklusiv für den Gastronomiebereich eingeführt.
Im Juni 2011 erwarb die Sinalco GmbH den Fachinger Brunnen, nachdem die Mineralbrunnen Überkingen-Teinach AG infolge massiver Verluste bereits Ende 2010 die Quelle in Bad Überkingen an einen Investor verkauft hatte.

## Rezeption
Eine Flasche „Staatl. Fachingen“ hat gelegentlich als Requisit bei Film- und Fernsehproduktionen gedient, so beispielsweise in:
- Ein Herz und eine Seele, Episode 13 „Der Ofen ist aus“
- Der Untergang (Szene des letzten Essens im Führerbunker, kurz vor dem Suizid Hitlers)
- Wir waren Könige, 53. Minute im Dienstzimmer des SEK-Leiters Hartmann